# Estação Newport (PATH)
Newport é uma estação do sistema PATH. Localizada em Town Square Place no bairro de Newport de Jersey City, Nova Jérsei. A estação é servida pelos serviços Hoboken–World Trade Center e Journal Square–33rd Street em dias de semana, e pela rota Journal Square–33rd Street (via Hoboken) em finais de semana. Em 2017, seu movimento semanal era estimado em 20 000 passageiros, acima da média de 17 000 a 18 000 passageiros em 2010.

## História

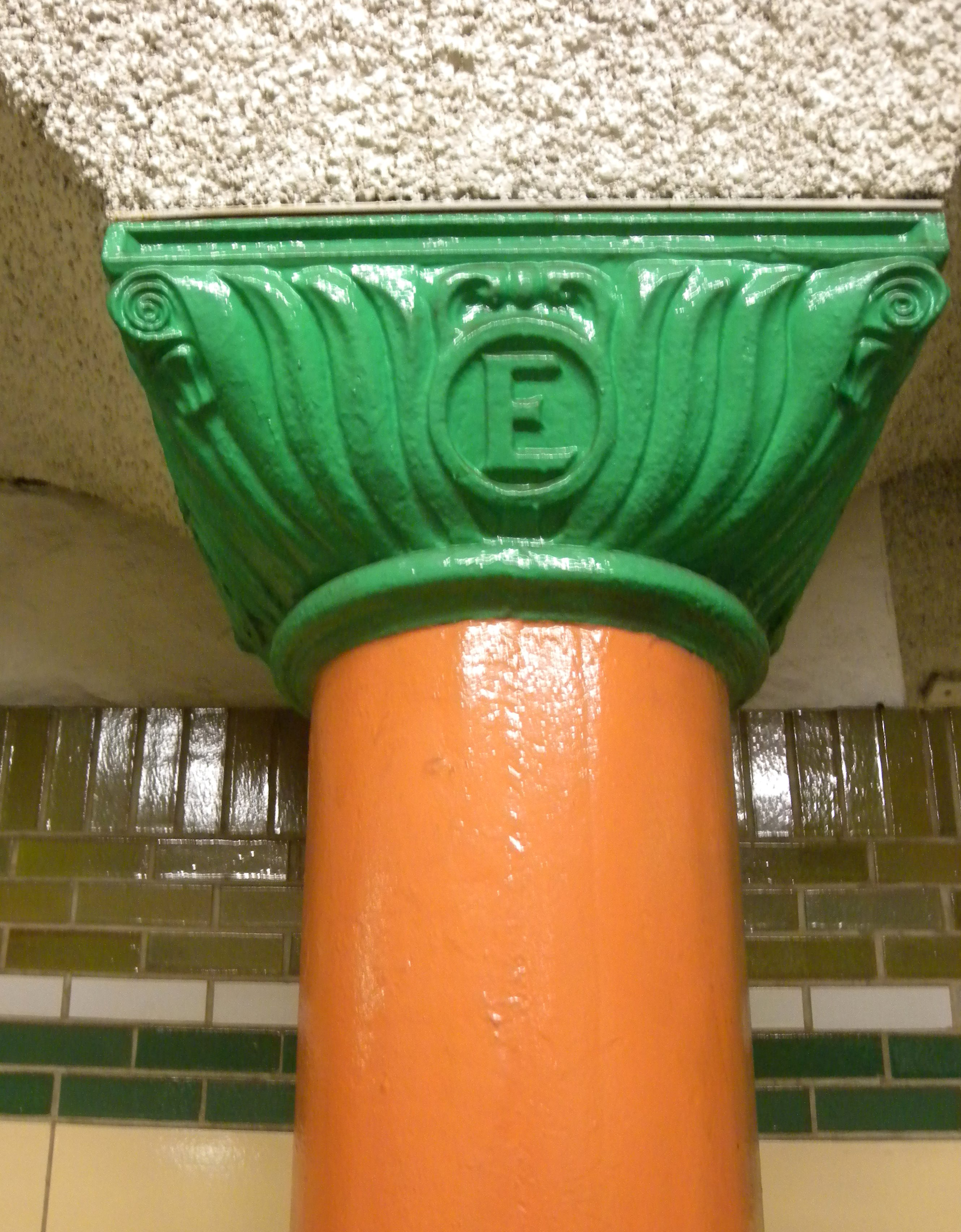
E de Erie nas colunas da estação

A estação foi aberta em 2 de agosto de 1909 como parte da Hudson and Manhattan Railroad (H&M), originalmente construída para ser conectada ao terminal Pavonia da Erie Railroad. Os capitéis das colunas da estação são adornados com um "E", uma referência a seu nome original. Após a Autoridade Portuária de Nova Iorque e Nova Jérsei assumir o sistema na década de 1960, a estação foi renomeada como Pavonia, ou Avenida Pavonia. Em 1988, a estação passou a ficar conhecida como Pavonia/Newport para refletir o redesenvolvimento de antigos pátios ferroviários como espaços residenciais, comerciais e recreativos em Newport. Em 2010, o nome foi alterado para Newport.
A estação passou por várias mudanças. Durante a época da Erie, a estação ficava tão lotada que uma segunda plataforma foi adicionada para gerenciar melhor a distribuição de passageiros pelos cerca de 30 trens que saíam e entravam na estação a cada hora. A decisão de usar as antigas estruturas (de tentativas anteriores de construir os túneis) quando a H&M foi construída implicou que os túneis estavam longe. Como resultado, a estação não era bem integrada com o terminal da Erie Railroad, que nunca construiu uma nova estação acima das plataformas subterrâneas. Portanto, era necessário usar longas passarelas para chegar aos trens de passageiros. Em resposta a isso, em 1954, a Hudson and Manhattan Railroad instalou uma esteira rolante de 84 m de comprimento. Ela foi a primeira de seu tipo tipo fabricada nos Estados Unidos; produzida pela Goodyear, ela se movia a 2,4 km/h num gradiente de 10 porcento.
Em 1956, a Erie Railroad fundiu suas operações com a Lackawanna Railroad e se mudou para o terminal Hoboken. Alguns anos depois, a pequena New York, Susquehanna and Western Railway parou de operar no terminal da Erie, que foi demolido pouco depois.
A partir do final da década de 1980, os pátios ferroviários inutilizados ao redor da estação foram transformados em edifícios residenciais, de escritório e comerciais, e o bairro se tornou conhecido como Newport. Como parte do redesenvolvimento, a estação Pavonia foi renomeada e foi extensivamente renovada, incluindo melhorias na iluminação, pisos, paredes, tetos, além da instalação de obras de arte e uma nova entrada e elevadores.
A estação foi renovada novamente entre 2001 e 2003 com a instalação de mais um elevador para que a plataforma lateral fosse novamente aberta ao uso após quatro décadas de inutilização.

## Leiaute da estação
A estação tem duas linhas férreas e conta com uma plataforma central servindo trens com destino ao sul e uma lateral para trens para o norte.